# The Original Motion Picture Soundtrack to Hitler’s Handicapped Helpers
The Original Motion Picture Soundtrack to Hitler’s Handicapped Helpers – drugie oficjalne demo zespołu Bloodhound Gang nagrane i wydane w roku 1993. Wszystkie utwory z tej płyty znalazły się na pierwszym albumie Bloodhound Gang, Use Your Fingers, zaś cztery z nich - na Dingleberry Haze.

## Lista utworów
1. "Coo Coo Ca Choo"
2. "Rang Dang"
3. "No Rest For the Wicked"
4. "She Ain't Got No Legs"
5. "Mama Say"